# Istituto internazionale di filosofia
L'Istituto internazionale di filosofia, con sede a Parigi, è riconosciuto dall'UNESCO come rappresentante della comunità filosofica del mondo.

## Storia
L'Istituto, posto sotto il patrocinio della Presidenza della Repubblica francese, è stato fondato nel 1937 a Parigi durante un congresso su Cartesio. Conta attualmente 107 membri di 46 nazioni dei cinque continenti. È in contatto con più di 300 università di 102 paesi.
Esso ha lo scopo di promuovere le idee e la tolleranza, l'apertura di culture, mentalità, tradizioni e quindi di favorire il dialogo tra la filosofia e le arti, le lettere, la scienza e la tecnologia. L'Istituto promuove programmi di ricerca a livello internazionale, e organizza ogni anno, ogni volta in un paese diverso, una conferenza internazionale, che riunisce i suoi gruppi di ricerca e comitati scientifici.